# 鶴峠 (徳島県)
鶴峠（つるとうげ）は、徳島県阿南市大井町と勝浦郡勝浦町の境にある徳島県道283号和食勝浦線の峠。標高約287m。

## 地理
阿南市大井町大井と勝浦郡勝浦町生名の境にある峠で地元では大井峠と呼ばれている。
那賀川と勝浦川の間の山地を越え、峠道は両地区を結ぶ生活の主要道であった。生名から登る道は、ミカン畑の中を通り、四国八十八か所の鶴林寺へ行く遍路道と、峠近くまで同じ道となる。このコースには、南北朝時代建立の徳島県最古の丁石（徳島県指定文化財）がある。また途中には、空海が杖で岩の間を突くと清水が湧き出したという水呑大師がある。
峠名の由来は、鶴林寺のある山のことを地元では「つるさん」や「おつる」と呼んでいることから、この名がついたとされる。